# Somma Lombardo
Somma Lombardo és una localitat i comune italiana, situada a la regió de la Llombardia i a la província de Varese. L'any 2007 tenia 17.181 habitants.